# ラグジュアリーカード
ラグジュアリーカード（LUXURY CARD）は、創業者スコット・ブラムが2008年にアメリカ合衆国で設立したブラックカード・リミテッド・ライアビリティ・カンパニーが提供する、クレジットカード。日本国内では消費者金融アプラスが発行している。

## 歴史
創業者スコット・ブラムが2008年にアメリカ合衆国で設立。スコット・ブラムは「自分で使いたいクレジットカードがない」と考え、自分で作ったというのがラグジュアリーカード発足の経緯。当初はBlack Card LLCとして設立され「BLACK CARD」という名の黒色のクレジットカードを提供していた。

## アメリカン・エキスプレス社との裁判
米国において「BLACK CARD」という商標はBlack Card LLC（以下、BC社）が商標登録したものの、アメリカン・エキスプレス（以下、Amex社）より「センチュリオン・カードが築き上げたBLACK CARDの信頼や名声に、BC社はただ乗りしている」と知的財産権の侵害で起訴された。その後、2年に及ぶ裁判の末にBC社は敗訴した。
結果、アメリカにおいて「BLACK CARD」はAmex社の保有する商標（REG.3613898）となった。現在BC社はBLACK CARDの商標についてライセンスの下で使用している。この裁判で敗訴したのち、2014年にBC社は社名を現在のLuxury Cardに変更した。
なお、日本における「BLACK CARD」（第5489288号）、「ブラックカード」（第5501296号）の商標はBLACK CARD LLCが保有している。

## 沿革
- 2008年　アメリカ合衆国にてカードの発行開始
- 2011年　ブラックカードの商標訴訟でAmex社に敗訴
- 2014年　社名をLuxury Cardに変更
- 2016年　日本にてカードの発行開始
- 2018年　中国にてカード発行開始